# Олдріч (Міссурі)
Олдріч (англ. Aldrich) — селище (англ. village) в США, в окрузі Полк штату Міссурі. Населення — 76 осіб (2020).

## Географія
Олдріч розташований за координатами 37°32′54″ пн. ш. 93°33′2″ зх. д. / 37.54833° пн. ш. 93.55056° зх. д. (37.548471, -93.550522).  За даними Бюро перепису населення США в 2010 році селище мало площу 0,42 км², з яких 0,42 км² — суходіл та 0,00 км² — водойми.

## Демографія
Згідно з переписом 2010 року, у селищі мешкало 80 осіб у 34 домогосподарствах у складі 21 родини. Густота населення становила 190 осіб/км².  Було 43 помешкання (102/км²).
Расовий склад населення:
| - 96,3 % — білих - 1,3 % — корінних американців - 2,5 % — осіб інших рас |

До двох чи більше рас належало 0,0 %. Частка іспаномовних становила 2,5 % від усіх жителів.
За віковим діапазоном населення розподілялося таким чином: 25,0 % — особи молодші 18 років, 61,2 % — особи у віці 18—64 років, 13,8 % — особи у віці 65 років та старші. Медіана віку мешканця становила 48,0 року. На 100 осіб жіночої статі у селищі припадало 95,1 чоловіків;  на 100 жінок у віці від 18 років та старших — 93,5 чоловіків також старших 18 років.
Середній дохід на одне домашнє господарство  становив 44 506 доларів США (медіана — 46 250), а середній дохід на одну сім'ю — 56 533 долари (медіана — 63 750). Медіана доходів становила 38 750 доларів для чоловіків та 25 313 долари для жінок. За межею бідності перебувало 9,2 % осіб, у тому числі 29,4 % дітей у віці до 18 років та 0,0 % осіб у віці 65 років та старших.
Цивільне працевлаштоване населення становило 37 осіб. Основні галузі зайнятості: освіта, охорона здоров'я та соціальна допомога — 45,9 %, науковці, спеціалісти, менеджери — 10,8 %, будівництво — 10,8 %.